# Filter-vertaalprijs
De Filter-vertaalprijs is een jaarlijkse prijs die sinds 2007 toegekend wordt door Stichting Filter, voor de meest bijzondere vertaalprestaties van het afgelopen kalenderjaar naar het Nederlands. Een belangrijk criterium bij de beoordeling is de creativiteit van de vertaler bij het oplossen van vertaalproblemen. De prijs, een geldbedrag van tienduizend euro, wordt uitgereikt tijdens het International Literature Festival Utrecht (ILFU) in Utrecht.

## Winnaars
- 2024 - Rokus Hofstede voor Schoonheid op aarde, zijn vertaling uit het Frans van La Beauté sur la terre van Charles Ferdinand Ramuz[3]
- 2024 - kinder & jeugdliteratuur: Maria Postema voor haar vertaling uit het Engels van  Julia en de haai van Kiran Milwood Hargrave.
- 2023 - Yond Boeke & Patty Krone voor hun vertaling van Geluksvogels van Luigi Pirandello en de prijs voor de 'meest bijzondere vertaling van een kinder- en jeugdboek' voor Lies Lavrijsen en Els Dumez-Blocken voor Jefferson van Jean-Claude Mourlevat.
- 2022 - Mark Leenhouts, Silvia Marijnissen en Anne Sytske Keijser voor hun vertaling van De droom van de rode kamer van Cao Xueqin.
- 2021 - Bas Belleman voor Shakespeares Sonnetten uit het Engels van William Shakespeare
- 2020 - Henny Corver voor Pelgrim langs Tinker Creek uit het Engels van Annie Dillard[4]
- 2019 – Jos Vos voor Het hoofdkussenboek uit het Japans van Sei Shōnagon[5]
- 2018 – Martin de Haan voor Riskante relaties uit het Frans van Choderlos de Laclos.[6]
- 2017 – Robbert-Jan Henkes voor Bij mij op de maan, Een keuze uit de Russische kindergedichten vanaf de zeventiende eeuw.[7]
- 2016 – Jan Gielkens voor De woorden van Grimm. Een liefdesverklaring uit het Duits van Günter Grass.[8]
- 2015 – Luk Van Haute voor de bloemlezing, Liefdesdood in Kamara en andere Japanse verhalen uit het Japans.
- 2014 – Mari Alföldy voor Satanstango uit het Hongaars van László Krasznahorkai.[9]
- 2013 – Aai Prins voor Verhalen en Peterburgse vertellingen uit het Russisch van Gogol.
- 2012 – Marcel Otten voor Edda uit het Oudijslands van Snorri Sturluson.
- 2011 – Jan Kuijper voor Liefdesliederen uit het Middelnederlands van Hadewijch.
- 2010 – Willem Visser en Jabik Veenbaas voor Kritiek van het oordeelsvermogen uit het Duits van Immanuel Kant.
- 2009 – Hans Boland voor Duivels uit het Russisch Fjodor Dostojevski.[10]
- 2008 – Bertie van der Meij voor Het karakter van China: Het verhaal van de Chinezen en hun schrift uit het Zweeds van Cecilia Lindqvist.
- 2007 – Onno Kosters voor Watt uit het Engels van Samuel Beckett.